# Innocencia
Az Innocencia a latin Innocentius (Ince) férfinév női párja.

## Gyakorisága
Az 1990-es években szórványos név, a 2000-es években nem szerepel a 100 leggyakoribb női név között.

## Névnapok
- február 1.[2]